# Zdeněk Chocholatý
Zdeněk Chocholatý (21. prosince 1929 Brno – květen 2010 tamtéž) byl československý hráč ledního hokeje. Jeho syn Zdeněk Chocholatý byl rovněž prvoligovým ledním hokejistou.

## Klubové statistiky
| Sezona     | Klub                          | Soutěž     | Základní část | Základní část | Základní část | Základní část | Základní část | Play off | Play off | Play off | Play off | Play off |
| Sezona     | Klub                          | Soutěž     | Z             | G             | A             | B             | TM            | Z        | G        | A        | B        | TM       |
| ---------- | ----------------------------- | ---------- | ------------- | ------------- | ------------- | ------------- | ------------- | -------- | -------- | -------- | -------- | -------- |
| 1947-48    | Sokol Žabovřesky              | TCH-2      | 2             | 1             | 0             | 1             | —             | —        | —        | —        | —        | —        |
| 1948-49    | ZJS Zbrojovka Spartak Brno II | TCH-2      | 5             | 8             | 0             | 8             | —             | —        | —        | —        | —        | —        |
| 1949-50    | ZJS Zbrojovka Spartak Brno II | TCH-2      | 5             | 13            | 0             | 13            | —             | 2        | 2        | 0        | 2        | —        |
| 1950-51    | ZJS Zbrojovka Spartak Brno    | TCH-2      | 7             | 4             | 0             | 4             | —             | —        | —        | —        | —        | —        |
| 1951-52    | ZJS Zbrojovka Spartak Brno    | TCH        | 14            | 0             | 0             | 0             | —             | —        | —        | —        | —        | —        |
| 1952-53    | ZJS Zbrojovka Spartak Brno    | TCH        | 17            | 1             | 0             | 1             | —             | —        | —        | —        | —        | —        |
| 1953-54    | Rudá hvězda Brno              | TCH        | 15            | 0             | 0             | 0             | 8             | —        | —        | —        | —        | —        |
| 1954-55    | ZJS Zbrojovka Spartak Brno    | TCH        | 14            | 1             | 0             | 1             | —             | —        | —        | —        | —        | —        |
| 1955-56    | ZJS Zbrojovka Spartak Brno    | TCH        | 12            | 0             | 0             | 0             | —             | —        | —        | —        | —        | —        |
| 1956-57    | ZJS Zbrojovka Spartak Brno    | TCH        | 23            | 5             | 0             | 5             | —             | —        | —        | —        | —        | —        |
| 1957-58    | ZJS Zbrojovka Spartak Brno    | TCH-2      | —             | —             | —             | —             | —             | —        | —        | —        | —        | —        |
| 1958-59    | ZJS Zbrojovka Spartak Brno    | TCH        | 22            | 2             | 0             | 2             | —             | —        | —        | —        | —        | —        |
| 1959-60    | ZJS Zbrojovka Spartak Brno    | TCH        | 19            | 2             | 0             | 2             | —             | —        | —        | —        | —        | —        |
| 1960-61    | ZJS Zbrojovka Spartak Brno    | TCH        | 2             | 1             | 0             | 1             | —             | —        | —        | —        | —        | —        |
| TCH celkem | TCH celkem                    | TCH celkem | 138           | 12            | 0             | 12            | 8             | —        | —        | —        | —        | —        |